# Cop d'estat al Sudan de 2021
El 25 d'octubre de 2021, l'exèrcit sudanès dirigit pel general Abdel Fattah al-Burhan va prendre el control del govern de transició del Sudan en un cop d'Estat militar. Almenys cinc alts funcionaris del Govern van ser detinguts inicialment, juntament amb el Primer Ministre civil, Abdalla Hamdok, no va fer cap declaració tot i ser forçat pels militars a donar-los suport. Finalment, va aconseguir demanar suport i encoratjar la resistència popular i va ser traslladat sota arrest domiciliari el 26 d'octubre. També es van registrar brots generalitzats d'internet. Més tard, el mateix dia, es va dissoldre el Consell Sobirà, es va establir l'estat d'emergència i una majoria del govern d'Hamdok i un gran nombre de partidaris del mateix van ser detinguts.
Els principals grups civils, inclosa l'Associació de Professionals Sudanesos i les Forces de Llibertat i Canvi, van fer una crida a la desobediència civil i la negativa a cooperar amb els organitzadors del cop. Hi va haver protestes massives els dies 25 i 26 d'octubre contra el cop d'estat, amb dels militars. Almenys 10 civils van ser assassinats i més de 140 van resultar ferits durant el primer dia de protestes. El Ministeri de Relacions Exteriors, el Ministeri d'Informació i l'Oficina del Primer Ministre es van negar a reconèixer la transferència de poder, afirmant que el cop era un delicte i que Hamdok continuava sent el primer ministre.

## Antecedents

### Revolució de 2019
El president Omar al-Bashir, que va governar el país des del cop d'estat de 1989, va ser enderrocat per l'exèrcit l'abril de 2019 després de setmanes de protestes massives, amb el Consell Militar de Transició prenent el poder. Les protestes van continuar durant diversos mesos. La massacre de Khartum va tenir lloc al juny. Els manifestants, representats per l'organització Forces de Llibertat i Canvi (FFC), van acordar el repartiment de poder amb els militars, creant el Consell Sobirà l'agost de 2019. Segons l'acord, el procés de transició duraria 3 anys i 3 mesos i el Consell de Sobirania havia d'estar dirigit per una figura militar durant 21 mesos, seguit per un líder civil durant 18 mesos. El lliurament estava previst per a novembre de 2021.

### Intent de cop d'Estat de setembre de 2021
Al setembre de 2021, el govern va frustrar un intent de cop militar. Segons el Ministre d'Informació, els autors eren "romanents de l'antic règim" que tractaven de prendre el control de les emissores estatals edificis de televisió i el comandament militar central. Després de l'incident, 40 oficials van ser detinguts. Des de llavors, les tensions entre els caps militars i civils van augmentar a mesura que els caps militars van començar a exigir reformes al Consell de Sobirania i van demanar la substitució del gabinet.

### Protestes anteriors al cop
El 16 d'octubre, manifestants promilitars van protestar a Khartum demanant un cop militar. Se'ls va permetre arribar a les portes del palau presidencial amb una presència policial insignificant. Van demanar al General Abdel Fattah al-Burhan, president del Consell de Sobirania, que s'apoderés del control i s'apoderés del país. Els manifestants van continuar la seva protesta fora del palau presidencial de Khartum fins al 21 d'octubre.
El 21 d'octubre, centenars de milers de manifestants a favor de la transició civil en diverses ciutats de tot el Sudan, inclosos Khartum, Omdurman, Port Sudan i Atbara, van sortir als carrers.
El 24 d'octubre, manifestants promilitars van bloquejar importants carreteres i ponts a Khartum. Les forces de seguretat van utilitzar gas lacrimogen per a dispersar a les multituds.

## Esdeveniments
El 25 d'octubre de 2021, l'exèrcit del Sudan va detenir almenys a cinc alts càrrecs del govern sudanès. Més tard, es van produir talls d'internet a tot el país. Segons un testimoni de Reuters, membres de les Forces de Suport Ràpid van sortir als carrers de Khartum.

### Dissolució del govern
Més tard aquest dia, Abdel Fattah al-Burhan va declarar l'estat d'emergència i va anunciar la dissolució del govern i del Consell Sobirà. En un discurs televisat, va dir que un nou govern tecnòcrata dirigiria el país fins a les properes eleccions, que se celebrarien al juliol de 2023. L'endemà, va justificar les seves accions per a evitar una guerra civil a Sudan i va afirmar que les forces armades no tenien altra opció que detenir les disputes de poder i la incitació al caos per part de la societat civil. Al-Burhan va negar haver el concepte cop d'estat, al·legant que "tractava de rectificar el camí de la transició".

### Detencions dels membres del govern
Les forces militars van posar al Primer Ministre civil Abdallah Hamdok sota arrest domiciliari, on va ser pressionat perquè fes una declaració en suport del cop, que ell va rebutjar. Va demanar als sudanesos que resistissin al cop i "defensessin la seva revolució". En resposta a la seva negativa a donar suport al cop, Hamdok va ser traslladat a un lloc desconegut. El 26 d'octubre, al-Burhan va dir que Hamdok tornava a estar detingut a casa seva per a protegir-lo del "perill".
El mateix 25 d'octubre, el Ministre d'Indústria, Ibrahim al-Sheikh, el governador de Khartum, Ayman Khalid i el Ministre d'Informació, Hamza Baloul, també van ser detinguts. També va ser detingut un membre del Consell Sobirà, Mohammed al-Fiky Suliman, així com i Faisal Mohammed Saleh, assessor de comunicació del primer ministre. Tots ells van ser traslladats a ubicacions desconegudes. Segons informes de testimonis, els militars es van desplegar per tota la capital, restringint la llibertat de moviment de civils. Els vols internacionals es van suspendre després del tancament de l'aeroport de Khartum.

### Resistència i assassinats
El cop va mobilitzar centenars de milers de persones després de la crida a la resistència d'organitzacions favorables a la democràcia, molts dels quals van prendre els carrers de Khartum. L'Associació de Professionals Sudanesos i la FFC, dues de les coalicions clau que van coordinar la Revolució Sudanesa, van cridar a la desobediència civil massiva i a la negativa a cooperar amb el cop. El Partit Nacional Umma va denunciar les detencions dels ministres del govern i va demanar a la gent que sortís als carrers. El Partit Comunista sudanès va advocar per una vaga general i la desobediència civil massiva.
Després de la detenció del Primer Ministre i de líders civils i els manifestants van començar a reunir-se als carrers de Khartum, van encendre pneumàtics i van aixecar barricades per impedir el pas dels militars. Els cants dels manifestants incloïen "el poble és més fort", "Som revolucionaris. Som lliures. Completarem el viatge". La majoria de les escoles, bancs i empreses van tancar.
Durant el 25 d'octubre es van produir trets esporàdics al voltant de Khartum. Segons el Ministeri d'Informació, l'exèrcit va utilitzar foc real per dispersar als manifestants. Les forces militars van tractar d'eliminar les barricades dels manifestants i van atacar a civils. El Comitè Central de Metges del Sudan va informar que els soldats van assassinar almenys a tres persones i ferir a més de 80. Finalment, els assassinats van comptabilitzar-se fins a 10 i més de 140 van resultar ferides durant les protestes. També es van dur a terme arrestos domiciliaris dels organitzadors de les protestes i líders civils. L'Associació Socialista de Metges va declarar que l'hospital de Royal Care, prop de la seu de l'exèrcit, estava en "necessitat urgent de sang". Tres-cents manifestants van ser detinguts.
El mateix 25 es va publicar un "Calendari d'Escalada Revolucionària" on s'organitzaven contínues protestes. Els plans incloïen vigilància a les autopistes i davant d'edificis i ambaixades governamentals, marxes nocturnes a partir del 29 d'octubre i protestes massives el 30 d'octubre a tot el Sudan, en les que es demanarà la transferència del poder a la societat civil.
Les protestes van continuar el 26 d'octubre amb un seguiment a la vaga general molt generalitzat, amb manifestants cantant eslògans, bloquejant carreteres i cremant pneumàtics. Va haver-hi desobediència civil generalitzada a escoles, botigues i gasolineres. Les protestes fora de la capital van tenir lloc a Omdurman, Atbara, Dongola, El-Obeid, Port Sudan, Gezira i l'Estat del Mar Roig.

## Reaccions
Mariam al-Mahdi, ministra d'Afers Exteriors, va rebutjar el cop d'estat i va animar als sudanesos a resistir per tots els mitjans civils possibles. Va descriure l'arrest de Hamdok com "molt perillós i inacceptable". El Ministeri d'Afers Exteriors va donar suport a la declaració d'al-Mahdi.
El Ministeri d'Informació va declarar que Hamdok era "encara l'autoritat de transició legítima del país" i va demanar "l'alliberament immediat del primer ministre i de tots els funcionaris detinguts". El Ministeri també va afirmar que "totes les mesures i decisions unilaterals adoptades pel component militar no tenen cap base constitucional, vulneren la llei i es consideren delicte".
L'oficina del primer ministre va demanar l'alliberament de Hamdok, va declarar que continuava sent "l'autoritat executiva reconeguda pel poble sudanès i el món", va demanar la desobediència civil i l'alliberament de la resta de membres del govern.
Els ambaixadors sudanesos a França, Bèlgica i Suïssa van manifestar la seva oposició al cop i van recolzar explícitament les protestes. Van afirmar: "Ens alineem completament amb l'heroica oposició [al cop] seguida per tot el món" i que les seves ambaixades representaven "el poble sudanès i la seva revolució". Els ambaixadors sudanesos a la Xina, Sud-àfrica, Qatar, Kuwait i els Emirats Àrabs Units també van signar la declaració.

### Reaccions internacionals
El cop d'estat, així com els assassinats de civils, van ser àmpliament denunciats per la comunitat internacional:
- Estats Units: Jeffrey D. Feltman, l'enviat especial dels Estats Units a la Banya d'Àfrica, va dir que estaven "profundament alarmats" pels primers informes de la presa de poder per part dels militars[28] i que el cop era "totalment inacceptable".[29] El govern dels EUA va aturar els 700 milions de dòlars assignats al Sudan en concepte d'ajudes al desenvolupament.
- Unió Europea: El cap d'Afers Exteriors, Josep Borrell, va expressar la seva preocupació i va demanar que "les forces de seguretat alliberessin immediatament els detinguts".[29]
- Lliga Àrab: El secretari general, Ahmed Aboul Gheit, també van expressar la seva preocupació.[30]
- Nacions Unides: La Missió de les Nacions Unides al Sudan va condemnar el cop i va demanar l'alliberament immediat dels funcionaris del govern.[30]
- Unió Africana: La Unió Africana va emetre una declaració similar demanant l'alliberament dels líders polítics.[29] El 26 d'octubre, va suspendre la pertinença del Sudan a l'organització. La condició per restablir la pertinença plena a la UA és "la restauració efectiva" del govern de transició.[31]